# Teodorico III de Autun
Teodorico III († 826) é um conde de Autun do século IX da família dos Guilhelmidas, filho de Guilherme de Gellone e de sua segunda esposa Guiborga.

## Biografia
Ele é conhecido pelo Manual de Duoda, sua cunhada, que sugere que ele era um filho de Guiburga. Uma carta de 815 o qualifica como conde de Autun. Finalmente, uma carta de 818 transcreve uma sentença que ele prestou, ordenando a restituição dos bens a Baugy disputada pelo advogado Fulchard e a conde Nivelon.

## Descendência
Nenhum documento contemporâneo a ele menciona crianças. 

### Link externo
- Foundation for Medieval Genealogy : http://fmg.ac/Projects/MedLands/FRANKISH%20NOBILITY.htm#TheodericIVdiedafter826 Em falta ou vazio |título= (ajuda)Em falta ou vazio |title= (ajuda)